# Spirit (software CAD)
Spirit je CAD systém, který je určen architektonicko-stavebním projekčním ateliérům, dodavatelům staveb, výrobcům stavebních prvků, ale samozřejmě i studentům. Na českém trhu se jeho první verze objevila v druhé polovině devadesátých let. Software vychází z dnes již zaběhnutých CAD standardů, podpora souborů DWG a DXF předurčuje i k práci v jiných CAD systémech, jakým je například AutoCAD.

## Verze Spiritu
- Spirit 15
- Spirit 15 WP
- Spirit 15 DC

Spirit je v současné době k dispozici ve čtyřech funkčně odstupňovaných verzích, které vycházejí z požadavků uživatelů. Existuje také verze pro studenty, která je plně funkční a během celého studia ji lze využívat zcela zdarma.

## Historie vydání
- 1992 - Spirit 4.5
- 1993 - Spirit 5
- 1995 - Spirit 5.6
- 1996 - Spirit 6
- 1997 - Spirit 7
- 1998 - Spirit 8
- 1999 - Spirit 9
- 2001 - Spirit 10
- 2004 - Spirit 11
- 2005 - Spirit 12
- 2007 - Spirit 14
- 2008 - Spirit 15